# Maarten Tjallingii
Maarten Pieter Tjallingii (Leeuwarden, 5 novembre 1977) è un ex ciclista su strada olandese, professionista dal 2006 al 2016. Nel 2006 si è aggiudicato il Giro del Belgio e nel 2011 ha ottenuto il terzo posto alla Parigi-Roubaix.
È vegetariano, caratteristica insolita per un ciclista.

## Carriera
Fra i dilettanti Tjallingii ottenne tre vittorie al Tour du Faso (compresa la classifica generale nell'edizione del 2003) e vinse la Rund um Rhede in Germania.
Nel 2006 si trasferì alla Skil-Shimano, passando professionista, con la quale disputò la sua migliore stagione vincendo Giro del Belgio e Tour of Qinghai Lake. Dopo essere rimasto in questa squadra anche nel 2007, nel 2008 passò alla belga Silence-Lotto, con la quale esordì in un Grande Giro, la Vuelta a España, terminando cinquantottesimo. Ai campionati del mondo su strada fu invece sessantaseiesimo nella prova in linea.
Nel 2009 fu ingaggiato dalla Rabobank, ottenendo, come nella stagione precedente, vari piazzamenti in corse nei territori tra Belgio e Paesi Bassi (ottavo all'Eneco Tour nel 2009 e settimo nel 2010). Nel 2011 si classificò terzo alla Parigi-Roubaix dietro al fuggitivo Johan Vansummeren e a Fabian Cancellara. Nel 2013 ritornò al successo dopo sette anni aggiudicandosi la seconda e ultima frazione della World Ports Classic.
Si ritirò dall'attività nel giugno 2016, all'età di 38 anni.

## Palmarès
- 2001 (dilettanti)

2ª tappa Tour du Faso
- 2003 (dilettanti)

Rund um Rhede
1ª tappa Tour du Faso
Classifica generale Tour du Faso
- 2006 (Skil, quattro vittorie)

7ª tappa Tour of Qinghai Lake (Xining > Menyuan)
Classifica generale Tour of Qinghai Lake
1ª tappa Giro del Belgio (Ostenda > Ostenda)
Classifica generale Giro del Belgio
- 2013 (Belkin, una vittoria)

2ª tappa World Ports Classic (Rotterdam > Anversa)

## Piazzamenti

### Grandi Giri
- Giro d'Italia

2009: 100º
2013: 131º
2014: 92º
2015: 119º
2016: 124º
- Tour de France

2010: 132º
2011: 99º
2012: non partito (4ª tappa)
- Vuelta a España

2008: 58º
2014: 137º
2015: non partito (19ª tappa)

### Classiche monumento
- Milano-Sanremo

2008: 135º
2009: ritirato
2010: 95º
2011: 138º
2012: 62º
2013: 63º
2014: 41º
2015: 114º
2016: 99º
- Giro delle Fiandre

2006: 68º
2007: 56º
2008: 21º
2009: 95º
2010: 49º
2011: 91º
2012: ritirato
2013: 52º
2014: 80º
2015: 103º
2016: 95º
- Parigi-Roubaix

2006: 90º
2007: 72º
2008: ritirato
2009: 63º
2010: 31º
2011: 3º
2012: 33º
2013: 18º
2014: 51º
2015: 83º
2016: 27º

### Competizioni mondiali
- Campionati del mondo

Salisburgo 2006 - In linea Elite: ritirato
Varese 2008 - In linea Elite: 66º
Copenaghen 2011 - In linea Elite: 44º